# Basavapura, Chintamani
Basavapura là một làng thuộc tehsil Chintamani, huyện Kolar, bang Karnataka, Ấn Độ.